# Stéphen-Albert Thirion-Montauban
Stéphen-Albert Thirion-Montauban, né le 22 septembre 1843 à Paris à mort le 29 novembre 1900 au château de Montaigne, est un diplomate et homme politique français.

## Biographie
Fils de Jules Thirion-Mautauban, ministre plénipotentiaire de la République dominicaine à Paris, et gendre du ministre Pierre Magne, il entra d'abord dans la diplomatie et fut secrétaire d'ambassade à Vienne, sous le Second Empire, puis secrétaire de son beau-père, redevenu ministre après le 24 mars 1873.
Élu, le 20 février 1876, député de la 2e circonscription de Bergerac, il prit place au groupe de l'Appel au peuple, et fut l'un des 158 députés qui soutinrent le ministère de Broglie contre les 363. Réélu, le 14 octobre 1877 et le 21 août 1881, il continua de siéger au groupe bonapartiste et de voter avec la minorité. Il fut réélu au renouvellement de 1889.
Il était conseiller général du canton de Villefranche-de-Longchapt.
Il est le beau-père de l'amiral Maurice-Henri Mercier de Lostende.

## Sources
- « Stéphen-Albert Thirion-Montauban », dans Adolphe Robert et Gaston Cougny, Dictionnaire des parlementaires français, Edgar Bourloton, 1889-1891 [détail de l’édition]